# جت (قرية)
جت أو جت المثلث، قرية عربية، تقع جت في منطقة المثلث الشمالي قعر ما بين السهل والجبل وهي تلة منبسطة وتشرف على الجهات الاربع. يحد جت من الشرق الخط الأخضر الفاصل بين إسرائيل والضفة الغربية، ومن الغرب الآن شارع «عابر إسرائيل». ويوجد لأهالي جت أراض غربي عابر إسرائيل. يحد جت من الجنوب مستوطنة كيبوتس مغال اليهودية ويحدها من الشمال مدينة باقة الغربية.

## معنى الاسم
جت كلمة موجودة في بعض اللغات السامية، مثل العبرية والأغاريتية، بمعنى حفرة منحوتة بالصخر لعصر العنب. وتعني في اللغة الكنعانية المعصرة. وتوجد العديد من "الجتّات" في فلسطين ومنها جت المثلث وجت الجليل وغيرها.

## المناخ والموارد
مناخ جت معتدل ومعدل الأمطار بها 550 ملم سنوياً ترتفع عن سطح البحر 138 م، وتربة القرية رندزينا وهي تربة جيرية. يعتاش سكانها حالياً وسابقاً على الزراعة والوظائف العامة وبعض التجارة. وتمتاز جت بكثرة المتعلمين فيها، حيث تبلغ نسبة تسرب طلّاب المدارس (0%). وقد اقيمت أول مدرسة بها سنة 1888 أيام الدولة العثمانية.

## التاريخ والآثار
هناك آثار قديمة بالقرب من القرية، تبلغ مساحة الموقع حوالي 7 هكتار. لم ينقب في الموقع إلا في مدفنين ولكن تشير المسوحات الأثرية إلى أن الموقع كان مأهولا بالسكان خلال المرحلتيين الثانية والثالثة من العصر البرونزي القديم.

### العصور القديمة
في المكان الذي توجد فيه القرية، تم العثور على بقايا أثرية من العصر البرونزي المتأخر، والفرضية هي أن قرية "جت فَضَلَة" المذكورة في الوثائق المملوكيّة المصرية موجودة هناك. مر الطريق البحري بالقرب من القرية. القرية لها طبقات على طبقات من الثقافات القديمة.
في قلب قرية جت، تم التنقيب عن موقعين للدفن من العصر الروماني. وفي واحدة من هذه التنقيبات، تم الكشف عن مجموعة مقابر كبيرة، والتي تضم مقصورات، ونقشت عليها نقوش تتضمن أسماء عربية/ ساميّة (يعقوب، يسوع، سارة، ربقة، مريم) ورومانية (بيتر، ماركوس، تيبريوس والمزيد). استنادًا إلى الأسماء التي تم العثور عليها في الموقع، وأسلوب الكتابة ، قام الباحثون بتأريخ معظم المكتشفات التي تم اكتشافها في الموقع إلى نهاية القرن الأول أو بداية القرن الثاني الميلادي. يبدو أن الكهف استمر في استخدامه للدفن، على الأقل حتى القرن الخامس الميلادي.

### فترة الدولة الإسلامية حتى الدولة العثمانية
ذكر اسم جت في رسائل تل العمارنة سنة 1450 ق.م في زمن تحتمس الثالث تحت اسم "جت فضلة". وذكرها أيضاً الفرعون شيشنق سنة 950 ق.م. وقد ذكرت رسالة من رسائل تل العمارنة أن الملك "بعل مهر" أرسل رسالة إلى تحتمس الثالث يشكو بها ملك مدينة شكيم (نابلس حالياً) لبايو واولاده.
وذكرت جت أيضاً في الفترة الإسلامية باسم "جد" وخاصة في فترة حكم الظاهر بيبرس تحت لواء مملكة صفد. وأول ذكر لجت المثلث سنة 1598 حيث كان يسكنها 5 عائلات وكانوا يدفعون 45 أقجة تركية (عملة تركية) للباب العالي أما العائلات الحديثة التي سكنتها فقد اسست التلة سنة 1782م في فترة ولاية اسعد باشا طوقان حيث اسستها عائلة كعوش المقدادية التي يعود جذورها إلى بصري اشكي شام في سوريا وهي من اعقاب المقداد ابن الاسود وقد قدمت إلى اواسط فلسطين من شمالها حيثكان يعمل الجد علي كعوش مع الظاهر عمر زيداني في تلك الفترة.

### الدولة العثمانية
تم دمج قرية جت، مثل بقية فلسطين، في الإمبراطورية العثمانية عام 1517م، وفي تعداد عام 1596، كانت القرية تقع في نحية سارة في لوى اللجون. في التعداد العثماني الذي تم إجراؤه عام 1596، أحصى في جت 5 أسر، جميعهم مسلمون، ودفعوا الضرائب على القمح والشعير والمحاصيل الصيفية والماعز وخلايا النحل، بإجمالي 5500 آقجة.
خلال الفترة العثمانية، مُنحت التلة التي تقع عليها القرية للعائلات التي تشكل نواة قرية جت، ومنذ ذلك الحين نما المكان وأصبح البلدة الحالية.
سكان القرية هم أعضاء في عائلة واحدة تقريبًا. عائلة وتد، غرة ، أبو فول، أبو عصبة وأبو بكر هم خمس عشائر وأبناء عم ينتمون إلى قبيلة واحدة تسمى عرب الكعوشة (كعوش). وينتمي أعضاء هذه القبيلة الفرعية إلى قبيلة الفضل بن ربيعة، أبناء قبيلة الطايع من الخختانيين. في زمن الإمبراطورية العثمانية، أعطى السلطان سليم الثاني الحق للقبائل العربية في حفظ الأمن والنظام في منطقة جنوب سوريا الكبرى لأنها المنطقة التي تنتمي فيها القبائل العربية إلى قبيلة الفضل بن ربيعة، وتضم عرب الكعاوشة، وكانوا تحت قيادة شيخ عشيرتهم، الأمير علي كعوش، يحرسون البريد والطريق التجاري. جاءوا من مصر إلى سوريا ثم انتقلوا من الرملة إلى كاكون (قرية تقع بالقرب من جت) واستمروا في وادي عارة إلى بيت شان وصفد وطبريا ومنطقة حوران/ درعا بالقرب من مرتفعات الجولان في سوريا ، لذلك امتدت سلالتهم إلى ثلاثة أماكن على هذا الطريق، استقر بعضهم بعد أن كانوا من البدو في قرية تسمى كفر عانا بالقرب من الرملة وجزء في كفر ميرون بالقرب من صفد والجزء الثالث في قرية جت المثلث التي كانت تسمى في ذلك الوقت "جت الشعراوية" والتي تشير في اللغة العاميّة إلى منطقة شمال طولكرم وجنوب غرب جنين، واستقروا في القرية في نهاية القرن الثامن عشر عندما أعطاهم السلطان العثماني القرية بعد أن كانوا من البدو الرحل من الشمال إلى الجنوب. أكبر عائلة في جت هي وتد، ويسكنها اليوم العائلات التالية :وتد، غرة، شرقية، بدران، أبو عصبة، أبو فول، نداف، شامية، شمالية، جمل، جسار، أبو شاح، عقاد، حندقلو، سلامة، خلف، ملك، دقة، عرو ومحسن،ناصر واغلبية هذه العائلات سكنت بعد نكبة عام 1948 والتي اتسمت بنزوح القرى الصغيرة الى القرى الاكبر او المدن.

### الانتداب البريطاني
في الأربعينيات من القرن الماضي أثناء الانتداب البريطاني، عمل العديد من سكان القرية في مواقع البناء والصيانة في قاعدة سلاح الجو البريطاني RAF عين شيمر (اليوم، مطار عين شيمر).

وكان يعتاش أهل القرية في هذه الفترة غالبًا على الزراعة.

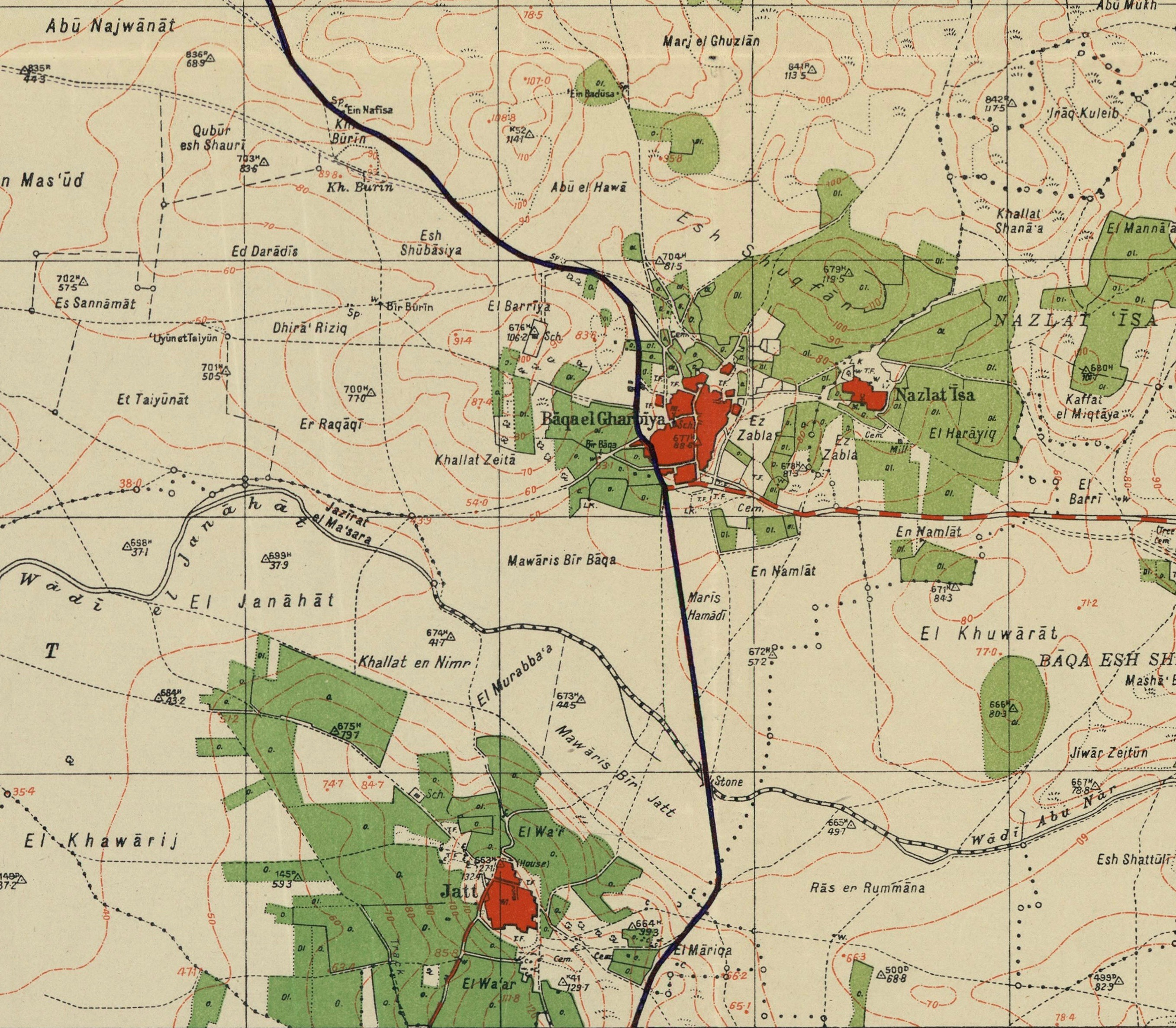
جت 1942 1:20,000
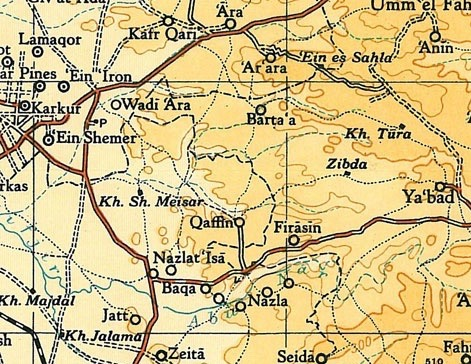
جت 1945 1:250,000

### بعد عام 1948
كان أهل القرية يعتاشون على الزراعة قبل وحتى هذه الفترة، ولقد ازدادت بعد هذه الفترة نسبةً المتعلمين في البلدة وقلت نسبة الزراعة والفلاحة وذلك بسبب اقامة شارع عابر اسرائيل ومصادرة العديد من أراضي البلدة التي كانت ملكًا للسكان المحليين وكانوا يعتاشون من الزراعة عليها والفلاحة وكان معظم الرجال في البلدة فلاحين.
تم إعلان للقرية مجلساً محلياً في عام 1959 وقد ترأسه علي حسين علي ملك. في عام 1978 جرت انتخابات مباشرة لاول مرة لرئيس مجلس جت المحلي وانتُخب أحمد محمود ابو عصبة رئيسا للمجلس المحلي وفي عام 1983 انتخب لولاية ثانية وفي عام 1988 جلال عبد- انتخب قادر واد رئيسا للهيئة وفي عام 1993 انتخب احمد محمود ابو عصبة رئيسا للمجلس وفي عام 1998 انتخب د.محمد حسن ابو فول. في عام 2003 اتحدت جت مع باقة الغربية المجاورة لها من الشمال، وشكلتا معًا مدينة تسمى باقة-جت. في التشريع الذي دخل حيز التنفيذ في 1 نوفمبر 2010، تم إلغاء الاتحاد. بعد فك الاتحاد، انتخب خالد غرة رئيسا لمجلس جت المحلي. في انتخابات نوفمبر 2015 انتخب محمد طاهر وتد رئيساً لمجلس جت. في الانتخابات التي أجريت في نوفمبر 2019، تم انتخاب خالد غرة لولاية ثانية رئيسًا لمجلس جت. تقرير فرز الأصوات (رؤساء السلطات) على موقع GOV.IL.
بما أن جت قريبة من الخط الأخضر، خلال عملية الدرع الواقي، كانت قوات الجيش الإسرائيلي متواجدة على أطراف القرية، وحتى يومنا هذا، تظهر بعض الشوارع في جنوب شرق القرية الأضرار التي سببتها سلاسل الدبابات والأسلحة وناقلات الجنود المدرعة.

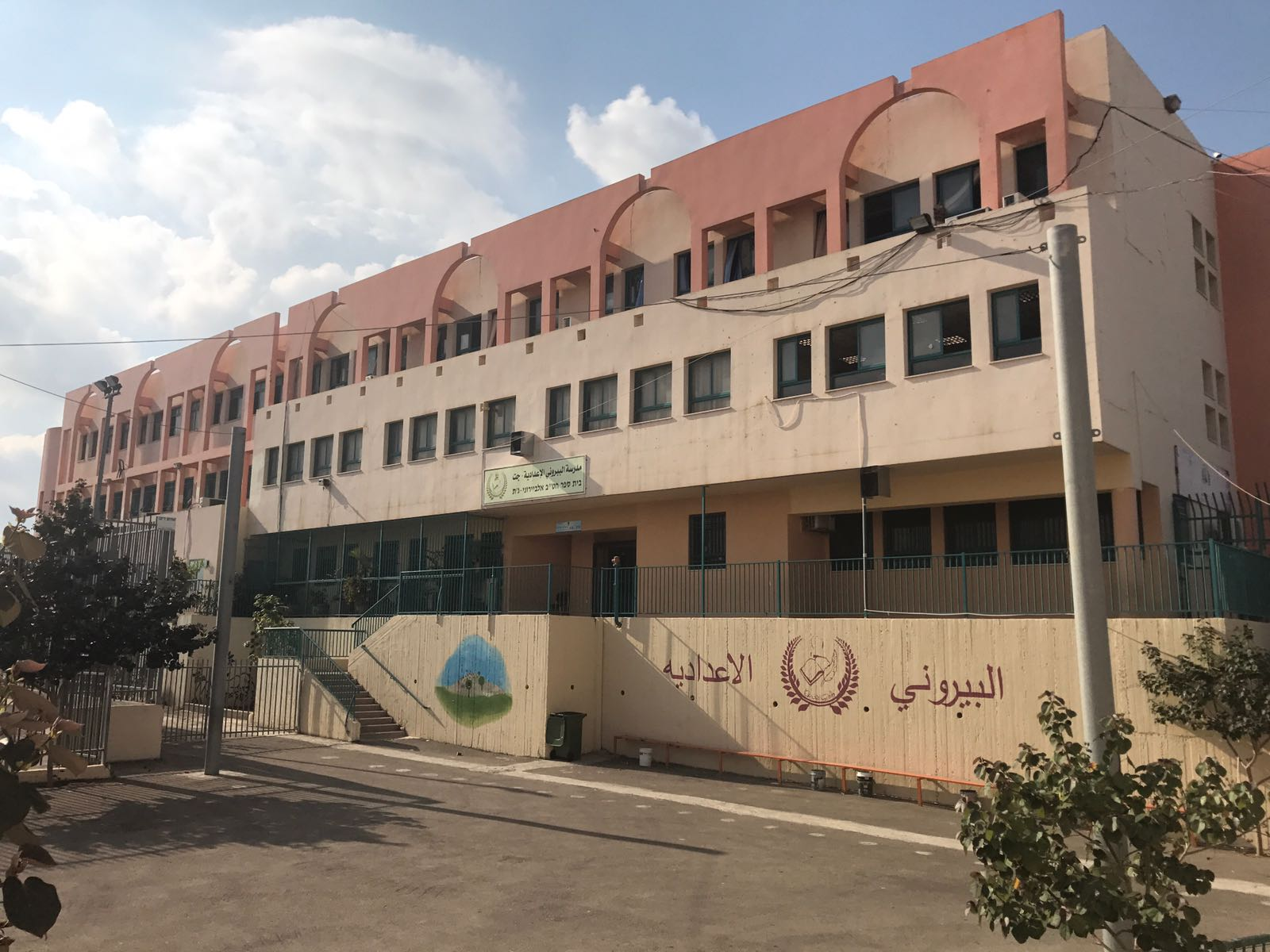
مدرسة البيروني الإعدادية في جت المثلث.

## الثقافة والتعليم
في قرية جت المثلث ست مدارس، منها ثلاث مدارس ابتدائية، مدرستان إعداديتان، ومدرسة ثانوية.

## الطلاب حتى سنة 2020-2021[8]
- عدد الطلاب: 2,572 طالب
- عدد الطلاب في المدارس الابتدائيّة: 1,297 طالب
- عدد الطلاب في المدارس الاعدادية: 680 طالب
- عدد الطلاب في المدرسة الثانوية: 595 طالب
- متوسط عدد الطلاب في الصف: 30 طالب

### المدارس الإبتدائية
التعليم الابتدائي، هو المستوى التعليمي الأوّلي والذي يتكوّن من ستة مراحل أساسيّة، تبلغ مدّة كلّ مرحلة سنة كاملة، وفيها يتعلم الطلاب المبادئ الأساسيّة، يتواجد في جت المثلث ثلاث مدارس ابتدائيّة، وهي:
- مدرسة إبن رشد الإبتدائية الجماهيرية: مدرسة ابن رشد هي اول مدرسة بُنيت في جت المثلث، وكان موقعها مكان المدرسة الإعدادية (مدرسة البيروني) اليوم وكانت تسمى بمدرسة الظهرة، وانتقلت الى المبنى الجديد عام 1995. تقسم المدرسة الى قسمين من حيث البنايات، فالمبنى الرئيسي يحتوي على غرف الإدارة والمعلمين والسكرتاريا والخدمات الأخرى، وكذلك غرف الصفوف التعليمية من الصف الثاني حتى الصف السادس، ومديرتها حاليًا المعلمة ميسون غرة.[9]
- مدرسة الزهراء الإبتدائية: وهي ثاني مدرسة بُنيت في جت المثلث وتقع على شارع الشافعي (شارع 18)، ومديرتها حاليًا المعلمة سلمى عرو.
- مدرسة الفاروق الإبتدائية: وهي ثالث مدرسة بُنيت في جت المثلث، ومديرتها حاليًا المعلمة أنيت عثامنة.

### المدارس الإعداديَّة
التعليم الإعدادي، هو المستوى التعليمي المتوسط، والذي يتكوّن من ثلاثة مراحل أساسيّة، تبلغ مدّة كلّ مرحلة سنة كاملة، وهي مُكمّلة للمرحلة الابتدائيّة، يتواجد في جت المثلث مدرستان إعداديتان، وهي:
- مدرسة البيروني الإعدادية: كانت مدرسة البيروني المدرسة الإعدادية الوحيدة في البلدة حتى عام 2018 حيث أسست مدرسة أجيال ومديرها حاليًا الأستاذ عدنان وتد.
- مدرسة أجيال الإعدادية: أُسست عام 2018 (فيديو) وذلك بسبب ازدياد عدد الطلاب وعدم قدرة استيعاب مدرسة واحدة عددًا كبيرًا من الطلاب، ومديرها حاليًا الأستاذ نبيل وتد.

### المدارس الثانويَّة
التعليم الثانوي، هو المستوى التعليمي الأخير من التعليم الإلزامي، والذي يتكوّن من ثلاثة مراحل أساسيّة، تبلغ مدّة كلّ مرحلة سنة كاملة، يليه التعليم الجامعي، يتواجد في جت المثلث مدرسة ثانوية واحدة، وهي مدرسة جت الثانوية ومديرها الأستاذ صالح غرة، في المدرسة تخصصات علمية وأدبية ومنها التخصصات علم الحاسوب، الفيزياء، الجغرافيا، البيولوجيا، الميكاترونيكا…

## معلومات عامة 2021[8]
- عدد أعضاء المجلس المحلي: 11 عضو
- مساحة: 7.46 كيلومتر
- السكان العرب: 99.9%
- السكان المسلمون: 100%
- عدد الرجال: 6,321 ذكر
- عدد النساء: 6,151 أنثى

## السكّان[8]
وفقًا لبيانات دائرة الإحصاء المركزية الإسرائيلية اعتبارًا من نهاية مايو 2023 (تقديري)، يعيش 12,765 ساكنًا في جت (المرتبة 156 في تصنيف السلطات المحلية في إسرائيل). يتزايد عدد السكان بمعدل نمو سنوي معدل 1.7٪. بلغت نسبة المؤهلين للحصول على شهادة البجروت من طلاب الصف الثاني عشر للعام 2020-2021 كان 83.3٪. متوسط الراتب الشهري للموظف خلال عام 2021 كان 7,172 شيكل (المعدل الوطني: 9,745 شيكل). متوسط الراتب الشهري للرجال خلال علم 2021 كان 8,532 شيكل أما متوسّط الراتب الشهري للنساء خلال عام 2021 كان 5,331 شيكل .

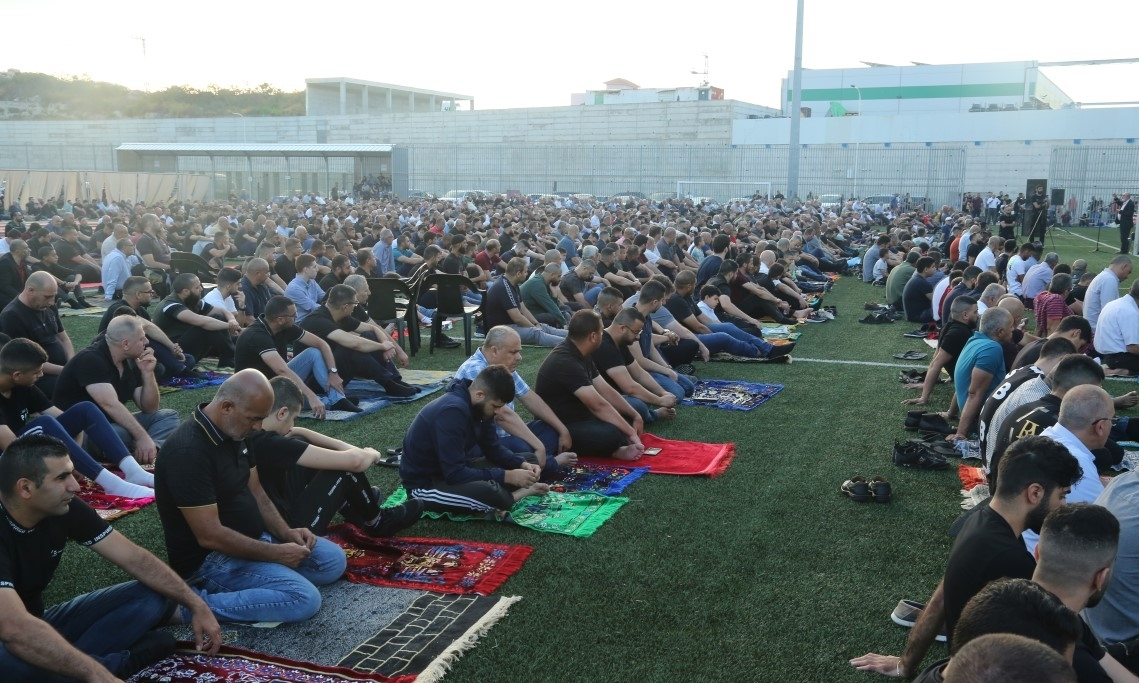
صلاة عيد الأضحى (1444هـ/ 2023 م) في الملعب البلدي في قرية جت المثلث.

| السنة | عدد السكان |
| ----- | ---------- |
| 1922  | 680        |
| 1931  | 780        |
| 1945  | 1,120      |
| 1961  | 2,130      |
| 1987  | 5,433      |
| 1995  | 7,595      |
| 2002  | 9,500      |
| 2007  | 10,885     |
| 2010  | 11,500     |
| 2023  | 12,765     |

## خدمات
في جت المثلث توجد خدمات صحية تابعة لصندوق المرضى كلاليت ولئوميت، ومراكز (טיפת חלב) لصحة الأم والطفل ، بالإضافة إلى مركز طب الطوارئ "الميسم". يعمل مركز شرطة مجتمعي في جت، ويعمل فرع من بنك لئومي، وكذلك يوجد ملعب بلدي كبير وديوان عام للبلدة، ويوجد أيضًا فرع لبريد اسرائيل، يجدر الذكر أن في البلدة ست مساجد ومسجد آخر قيد البناء في شارع الموارس، وهي مسجد البيان، الزاوية، مسجد علي بن أبي طالب (القديم)، مسجد صلاح الدين، مسجد بلال بن رباح ومسجد الشافعي.

## السياسة
أسس المجلس المحلي سنة 1959 وقد ترأسه علي حسين علي ملك. مجموع ملكية قرية جت 12,700 دونم منها 40 دونم ارض وقف للمسجد ومنها 70 دونم للغائب، 1000 دونم للقرى المجاورة و6396 ليست تحت وتصرف أهل جت.
وأجريت انتخابات مباشرة لمنصب رئاسة المجلس لأول مرة في الستينيات، وفاز بها شريف جميل غرة على علي عبد الرزاق ملك. ثم في عام 1973 انتخب أحمد محمود أبو عصبة، وقد أعيد انتخابه لولاية ثانية عام 1983. ولقد فاز في انتخابات 1988 جلال عبد القادر وتد، وفي عام 1993 عاد أحمد محمود أبو عصبة لمنصب رئاسة المجلس. فاز في انتخابات عام 1998 د.محمد حسن أبو فول.
بعد إعادة تشكيل المجلس المحلي في عام 2010 ، تم انتخاب خالد غرة رئيسًا للبلدية. وبعدها نال على المنصب محمد طاهر وتد ولكن أعيد انتخاب خالد غرة في 2019.
وفي عام 2003 قررت الحكومة الإسرائيلية توحيد المجلس المحلي لقرية جت ومدينة باقة الغربية، حيث ادار البلدتين مجلس محلي مشترك وتم تسمية البلدية "بلدية باقة - جت". ثم ادارتها لجنة معينة برئاسة الجنرال فالد وفي عام 2011 بعد فك الدمج مع باقه الغربية، اجريت انتخابات، حيث أصبح السيد خالد غرّة رئيساً للمجلس المحلي لقرية جت المثلث.
وفي الانتخابات التي اقيمت في 10.03.2024، تم انتخاب الشاب "أشرف حندقلو" رئسا للمجلس المحلي بعد فوزه على منافسه "حسام وتد" في الجولة الثانية.
عضو الكنيست السابق محمد وتد كان من قرية جت المثلث.

## أعلام
- محمد وتد
- سامر جسار